# デニー・レイン
デニー・レイン （Denny Laine） の芸名で知られるブライアン・フレデリック・アーサー・ハインズ（Brian Frederick Arthur Hines、1944年10月29日 - 2023年12月5日）は、イギリス、バーミンガム出身のミュージシャン。
ボーカルの他、ギター、ベース、ハーモニカ、キーボードと様々な楽器をこなすマルチプレイヤーであり、作詞作曲も手がける。
ムーディー・ブルース（The Moody Blues）のオリジナル・ギタリスト兼シンガーであり、特にポール・マッカートニー率いるウイングス（Wings）では、結成当時からの活躍が有名。

## 経歴

### 初期〜ムーディー・ブルース
バーミンガムのヤードリー・グラマー・スクール在学中に、ジプシー・スウィングの伝説的プレイヤージャンゴ・ラインハルトの影響を受けてギターを手にする。
12歳の時に初ステージを踏み、後にエレクトリック・ライト・オーケストラでプレイするベヴ・ベヴァンとともにデニー&ザ・ディプロマッツを結成し、プロとしてのキャリアをスタートする。
1964年、マイク・ピンダーとともにディプロマッツを脱退し、ムーディー・ブルースを結成。ヒット曲「ゴー・ナウ」など多くの曲でリードを取るが、徐々にシンフォニック・ロック的なサウンドを志向し始めたグループとの音楽性の違いから、1966年に脱退。
ムーディー・ブルース脱退後、後のエレクトリック・ライト・オーケストラに似たストリングス・セクションを持つエレクトリック・ストリング・バンドを結成、ギターとボーカルを担当した。彼らはデラム・レコードから2枚のシングル（「セイ・ユー・ドント・マインド」(Say You Don't Mind)、「トゥー・マッチ・イン・ラヴ」(Too Much In Love)）をリリースし、ジミ・ヘンドリックス、プロコル・ハルムらとロンドンのサヴィル・シアターのステージにも立った。しかし、知名度はそれほど上がらず、エレクトリック・ストリング・バンドは解散。
1970年にはジンジャー・ベイカーのバンド、ジンジャー・ベイカーズ・エアフォースに加入するがこれも短命に終わった。

### ウイングス
1971年、旧知の仲だったポール・マッカートニーに誘われ、ウイングスを結成。ギター、ボーカル（ライブではベース、キーボードもプレイしている）を担当する。
作曲も担当し、イギリスで大ヒットを記録したシングル「夢の旅人」(Mull of Kintyre) は彼とポールの共作。また、アルバム『ロンドン・タウン』（London Town）では、フォークソング調の作風を得意とする彼の個性が遺憾なく発揮された。
ウイングスはリードギター、ドラムスは流動的であったが、ポールと妻のリンダ・マッカートニーと並んで、1981年のウイングス解散まで、マッカートニー夫妻以外では唯一結成から解散までウイングスに在籍して、ポールとリンダの名パートナーとして、ウイングスを支えた。ウイングスでの活動期間は10年間。ポール・マッカートニーにとっても、ビートルズのプロ活動（デビュー1962年〜1970年の8年間）よりもウイングスの方が長い活動期間であった。

### ウイングス以降
ウイングス解散後も、1986年にバーミンガム小児病院を支援するためのチャリティ・ライブ「ハートビート・チャリティ・コンサート」を開催するなど、精力的に活動。
ビートルフェストで元ウイングスのメンバーと部分的な再結成ギグを行ったり、ウイングスのトリビュート作品にも登場したほか、最近では2010年5月、ノースラスベガスのカナリー・カジノ・アンド・ホテルで行われたゴードン・ウォーラー・トリビュート・コンサートにも参加した。
2023年12月5日、フロリダ州ネープルズで2022年に感染した新型コロナウイルスの後遺症による間質性肺疾患（ILD）で死去。79歳没。

## 私生活
最初の妻ジョ・ジョ（死別）との間に1男1女を授かったほか、婚外子が3人いる。